# Michael Edwards
Michael David Edwards (n. 5 decembrie 1963, Cheltenham, Anglia, Regatul Unit), cunoscut sub numele de „Eddie the Eagle” (în română Eddie Vulturul), este un schior englez. În anul 1988 a devenit primul concurent din 1928 care a reprezentat Marea Britanie în proba olimpică de sărituri cu schiurile, terminând ultimul cu sărituri de 70 m și 90 m lungime. A devenit deținătorul recordului britanic de sărituri cu schiurile, pe locul nouă în proba de schi viteză amator (106,8 km / h (66,4 mph)) și un deținător de recorduri mondiale de sărituri care a sărit peste 6 autobuze.
În 2016, el a fost portretizat de Taron Egerton în filmul biografic „Eddie the Eagle”.